# Erich Hüttenhein
Erich Hüttenhein (ur. 1889, zm. 2 maja 1945 w Zingst) — niemiecki prawnik i urzędnik, starosta (Landrat) powiatu Regenwalde.

## Kariera
- Erich Hüttenhein studiował prawo na Uniwersytecie Friedricha w Halle
- W 1908 został członkiem korpusu Borussia Halle[2]
- Został aplikantem w Sądzie Apelacyjnym
- W 1912 awansowany na stopień doktora nauk politycznych na podstawie rozprawy[3]
- Zdał egzamin asesorski
- Wstąpił do administracji wewnętrznej Prus
- Został radnym w Wysokim Prezydium Województwa Pomorskiego
- W kwietniu 1931 został mianowany tymczasowym (komisaryczny) starostą powiatu Regenwalde
- Następnie został mianowany starostą stałym
- Wyjechał z Łobza tuż przed wkroczeniem Armii Czerwonej
- Sześć dni przed bezwarunkową kapitulacją Wehrmachtu w wieku 56 lat popełnił samobójstwo rozszerzone, zastrzelił żonę i siebie.

## Publikacje
- Die Handelsschiffe der Kriegführenden (eine völkerrechtliche Studie). Zeitschrift für Völkerrecht und Bundesstaatsrecht, Bd. 6, Beiheft 2 (1912)